# Olga Căpățînă
Olga Căpățînă (sau Căpățână, n. 30 iunie 1955, Lencăuți, raionul Ocnița, Republica Moldova) este o scriitoare, poetă și jurnalistă de investigație originară din Republica Moldova, stabilită în Franța. Este cunoscută pentru operele sale literare inspirate din experiențele personale în teatrele de război și pentru promovarea valorilor culturale moldovenești în diaspora.

## Biografie
Olga Căpățînă s-a născut la 30 iunie 1955 în satul Lencăuți, raionul Ocnița, RSS Moldovenească. A absolvit Facultatea de Filologie a Institutului Pedagogic de Stat "Alecu Russo" din Bălți în anul 1978.
După absolvire, a activat ca ofițer în Armata Sovietică, iar ulterior, după destrămarea URSS, în Armata Republicii Moldova. A participat la Războiul din Afganistan și la războiul din Transnistria.
În anul 2004, s-a stabilit în Paris, Franța, unde locuiește și activează ca jurnalistă de investigație și scriitoare. Este membră a Uniunii Scriitorilor din Moldova și a Uniunii Ziariștilor Profesioniști din România. Pentru contribuțiile sale literare, a fost decorată cu Medalia de aur a Academiei Internaționale Franceze.

## Activitate literară
Olga Căpățînă a debutat editorial în 1997 cu volumul memorialistic "Cartea memoriei moldovenilor căzuți în Afganistan". Ulterior, a publicat numeroase volume de poezie, proză și literatură pentru copii, abordând teme precum războiul, dragostea, dorul de casă și imigrarea. Stilul său literar este caracterizat de o profundă încărcătură emoțională și de o narațiune sinceră și introspectivă.
Operele sale au fost traduse în rusă, franceză, engleză și ucraineană, fiind apreciate atât în Republica Moldova, cât și în diaspora.

## Lucrări publicate
- Cartea memoriei moldovenilor căzuți în Afganistan (Chișinău, 1997)
- Cartea memoriei eroilor căzuți pentru independența și integritatea Republicii Moldova, vol. I (Chișinău, 2000)
- Antract (versuri, Editura Pontos, Chișinău, 2000)
- Buburuza (versuri pentru copii, Editura Pontos, Chișinău, 2001)
- Tristețea ochilor de cerb (versuri, Editura Pontos, Chișinău, 2002)
- Afganistan, raza mea sălbatică de soare (roman, Editura Pontos, Chișinău, 2015)
- Lilith (versuri, Editura Detectiv Literar, București, 2018)
- Agent dublu (proză scurtă, Editura Detectiv Literar, București, 2018)
- Mireasa din Kabul (roman, Editura ARC, Chișinău, 2019)
- Dobrenii (roman, Editura ARC, Chișinău, 2019)
- Mintea satului cea de pe urmă (roman, Editura ARC, Chișinău, 2019)
- Parisul cu gust de caramelă sărată (roman, Editura Sedcom-Libris, Iași, 2020)
- Les petites histoires de mamie Olie (legende pentru copii, Éditions Artlitera, Paris, 2021)
- Dincolo de beznă (roman, Editura ARC, Chișinău, 2021)
- Vreau acasă (roman, Editura ARC, Chișinău, 2021)
- Un café et un brin de causette (Éditions Artlitera, Paris, 2021)

## Premii și distincții
- Medalia de aur a Academiei Internaționale Franceze
- Premiul Uniunii Scriitorilor din Moldova pentru romanul Dobrenii (2019)
- Includerea în topul celor mai citite cărți din Republica Moldova (2020)